# Acer glabrum
Acer glabrum — вид клена, який поширений на заході Північної Америки, від південно-східної Аляски, Британської Колумбії та західної Альберти, на схід до західної Небраски та на південь через Вашингтон, Орегон, Айдахо, Монтану та Колорадо до Каліфорнії, Аризони, Юти та Нью-Мексико.

## Опис
Це високий кущ чи невелике дерево до 9–10 метрів заввишки. Листя 2–13 см завширшки, трилопатеві (рідше п'ятилопатеві) різної глибини часток, іноді настільки глибоколопатеві, що поділяються на три стулки; частки мають гостру верхівку і грубо зубчастий край. Квіти утворюються в щитках від п'яти до десяти, жовтувато-зелені, одночасно з новими листками навесні. Плід — це крилатка або крилата насінина, яка розвивається зрощеними парами під кутом менше 45°, коли дозріває, хоча деякі сорти поширюються до 90°.

## Поширення
Вид росте на висотах від 900 до 3300 метрів. Зустрічається як підлісок у хвойних або прибережних лісах і високогірних листяних лісах. Вид віддає перевагу місцевості з добре дренованим ґрунтом у вологих місцях. Acer glabrum є важливим джерелом їжі взимку для ряду видів травоїдних тварин і важливим місцем гніздування для багатьох птахів і дрібних ссавців.

## Використання
Цей вид використовується для різноманітних проектів відновлення рослинності, в тому числі вздовж узбіч доріг або зрізаних схилів, а також для відновлення лісів у прибережних ландшафтах. Використовується як декоративний вид. Історично він використовувався як порода деревини, для виробництва ряду предметів домашнього вжитку та ремісничих виробів.